# Кузьминых, Константин Борисович
Константи́н Бори́сович Кузьмины́х (род. 15 сентября 1960, Магадан) — советский, российский художник, народный художник Российской Федерации (2024), академик Российской академии художеств (2018), лауреат Государственной премии Российской Федерации имени маршала Советского Союза Г.К. Жукова (2022), лауреат премии Правительства Российской Федерации в области культуры (2008).

## Биография
Окончил художественно-графический факультет Хабаровского государственного педагогического института и художественный факультет Дальневосточной государственной академии искусств.
С 1989 — член Союза художников СССР (с 1992 — Союза художников России).
С 2001 — председатель Магаданской областной организации ВТОО «Союз художников России».
2006—2008 — член Общественной Палаты Российской Федерации.
С 2009 — секретарь ВТОО «Союз художников России» в Дальневосточном федеральном округе.
С 2011 — член-корреспондент Российской академии художеств.
С 2011 — член-корреспондент Французского национального общества изящных искусств.
С 2018 — академик Российской академии художеств.

## Награды
- Орден Дружбы (28 декабря 2006 года) — за заслуги в развитии культуры и искусства, многолетнюю плодотворную работу[1].
- Народный художник Российской Федерации (21 мая 2024 года) — за большие заслуги в области изобразительного искусства[2].
- Заслуженный художник Российской Федерации (3 ноября 2012 года) — за заслуги в области изобразительного искусства [3].
- Государственная премия Российской Федерации имени Маршала Советского Союза Г. К. Жукова (27 апреля 2022 года) — за мемориал «Героям АЛСИБА» в г. Магадане, символизирующий героизм, мужество и боевое братство воинов в годы Великой Отечественной войны 1941-1945 годов[4].
- Премия Правительства Российской Федерации в области культуры (24 декабря 2008 года) — за скульптурное произведение «Памятник учёному-геологу, первооткрывателю колымского золота Ю.А.Билибину в г. Магадане»[5].
- Почётная грамота Президента Российской Федерации (19 мая 2021 года) — за заслуги в развитии отечественной культуры и искусства, многолетнюю плодотворную деятельность[6]
- Нагрудный знак "За высокие достижения" (2008, Министерство культуры и массовых коммуникаций Российской Федерации).
- Нагрудный знак «За вклад в российскую культуру» (2013, Министерство культуры Российской Федерации)[7].
- Золотая медаль Российской академии художеств (2015).
- Медаль Российской академии художеств «За заслуги перед академией» (2020).
- Медаль Российской академии художеств «Достойному» (2010).
- Почётный гражданин Магаданской области (2021).
- Почетный гражданин города Магадана (2024).
- Золотая медаль Французского национального общества изящных искусств (SNBA), (2015).